# Pegomya spiraculata
Pegomya spiraculata är en tvåvingeart som beskrevs av Masayoshi Suwa 1974. Pegomya spiraculata ingår i släktet Pegomya och familjen blomsterflugor. Inga underarter finns listade i Catalogue of Life.